# Georg Ulrich Handke
Pour les articles homonymes, voir Handke.
Georg Ulrich Handke (né le 22 avril 1894 à Hanau, mort le 7 septembre 1962 à Berlin) est un homme politique est-allemand.

## Biographie
Handke, fils d'un serrurier, fait de 1909 à 1911 un apprentissage de commis industriel et de banque ainsi qu'à l'école supérieure de commerce, après quoi il travaille comme comptable de 1913 à 1915. De 1915 à 1918, il fait son service militaire et est soldat pendant la Première Guerre mondiale.
Il est membre de la Jeunesse ouvrière socialiste (de) de 1911 à 1918, rejoint l'USPD en 1917, la Ligue spartakiste fin 1918 et le KPD en 1919. À partir de 1919, il est rédacteur en chef du Arbeiterzeitung et conseiller municipal du KPD à Hanau. Pendant les conflits internes du parti en 1921 au sujet de l'Action de mars, il rejoint temporairement le KAG, mais retourna au KPD et à partir de 1923, il est membre du conseil d'administration de la coopérative de consommation de Hanau, plus tard à Francfort-sur-le-Main. De 1930 à 1933, il est chef du département des coopératives au comité central du KPD, puis membre de la direction dans l'illégalité. Handke participe à la réunion illégale du Comité central du KPD le 7 février 1933 dans le Sporthaus Ziegenhals, près de Berlin.
Handke est arrêté le 21 septembre 1934, condamné par la Volksgerichtshof à quinze ans de prison en 1935 et détenu à l'isolement dans les prisons de Ziegenhain, Rockenberg, Butzbach, Cassel-Wehlheiden et Zwickau jusqu'en 1945, dont sept ans en isolement.
En 1945, il est libéré par l'armée américaine et nommé bourgmestre de Zwickau. Il fut temporairement président du district de Zwickau et de juillet 1945 à 1948 vice-président et président de l'administration centrale allemande pour le commerce et l'approvisionnement.
En 1947, il épouse Emmi Thoma, qui avait été arrêtée avec lui en 1934. De 1948 à 1949, Handke est vice-président de la Commission économique allemande et de 1949 à 1952 président de Konsum. De 1949 à 1952, Handke est ministre du commerce intérieur allemand, du commerce extérieur et de l'approvisionnement en matériel, de 1952 à 1953 ambassadeur en Roumanie puis jusqu'en 1959 secrétaire d'État et premier adjoint du ministre des Affaires étrangères ainsi que membre de la commission des Affaires étrangères du comité central du SED. De 1954 à 1958, Handke est membre de la Commission centrale de révision du SED, de 1958 à 1962 membre du Comité central du SED et, succédant à Friedrich Ebert junior, président de la Société pour l'amitié germano-soviétique.